# Deems Taylor

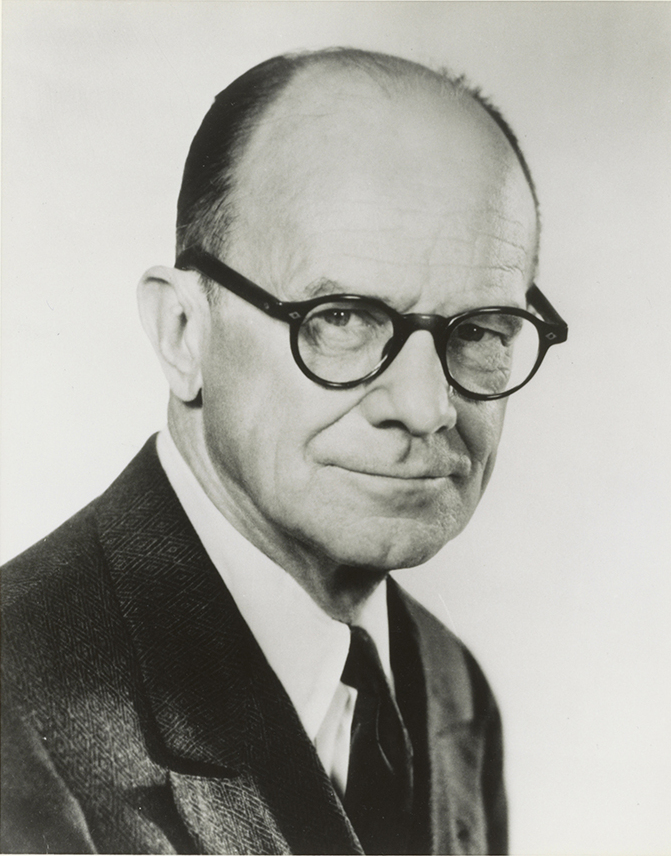
Deems Taylor

Deems Taylor (na verdade: Joseph Deems Taylor; nascido em 22 de dezembro de 1885 em Nova York; † 3 de julho de 1966) foi um compositor, crítico e apresentador de rádio norte-americano.

## Biografia
Deems Taylor estudou arquitetura na New York University (NYU). Para ajudar a financiar seus estudos, vendeu algumas composições, apesar de ter pouca formação musical. O resultado foi uma série de obras para orquestra e peças vocais individuais. Seu Canto da sereia, publicado em 1912, recebeu um prêmio da Federação Nacional de Clubes de Música. Em 1916, ele escreveu a cantata The Chambered Nautilus, seguida por Through the Looking-Glass (1918), que lhe rendeu elogios e aclamação.
Em 1916 tornou-se membro do conselho editorial do New York Tribune e foi para a França como correspondente deste jornal. Taylor foi membro da Algonquin Round Table, um grupo de escritores, críticos e atores que se reuniram diariamente por dez anos (1919-1929) no Algonquin Hotel de Manhattan. Ele mantinha correspondência regular com Dorothy Parker. De 1921 a 1925, Taylor foi o crítico musical da revista New York World, e de 1931 a 1932 foi o crítico musical do New York American.
Deems Taylor foi um divulgador da música clássica nas ondas do rádio, comentando sobre os intervalos da Filarmônica de Nova York. Ele estrelou o filme Fantasia de Walt Disney de 1940 como o mestre de cerimônias. Desde 1924 foi eleito membro da American Academy of Arts and Letters e desde 1934 da Philosophical Society.
Em 1910, Deems Taylor casou-se com a jornalista Jane Anderson (1888-1945), o casamento acabou logo em seguida. A filha, Joan (* 1926), veio de um relacionamento posterior.

## Lista de composições
| The Banks o' Doon, para voz e piano                                                         | Música vocal        |                                |
| Marco dá um passeio                                                                         | Orquestral          |                                |
| Fair Yolanthe (La bele Yolans), para voz e piano                                            | Música vocal        | Canção Artística               |
| The Faithless Lover (L'abandonnée), para voz e piano                                        | Música vocal        | Arranjo de Canções Folclóricas |
| Fanfarra para a Rússia para conjunto de metais                                              | Música de câmara    | Fanfarra                       |
| Girometta, para voz e piano                                                                 | Música vocal        | Arranjo de Canções Folclóricas |
| In the Country (La vie rusticique), para voz e piano                                        | Música vocal        | Arranjo de Canções Folclóricas |
| O Capanga do Rei, ópera                                                                     | Ópera               | Ópera                          |
| A Lovely Light, para soprano, narrador e piano                                              | Música vocal        | Ciclo de música                |
| May Day Carol, Op. 15                                                                       | Diversos (Clássico) |                                |
| Nay, My Years Are Tender (Je suis trop jeunette), para voz e piano                          | Música vocal        | Arranjo de Canções Folclóricas |
| Peter Ibbetson, ópera, op. 20                                                               | Ópera               | Ópera                          |
| La petite robe (O vestidinho), para voz e piano                                             | Música vocal        |                                |
| Ramuntcho                                                                                   | Ópera               | Ópera                          |
| Rantin' Rovin' Robin, para voz e piano                                                      | Música vocal        | Canção Artística               |
| A Siesta (La sieste), para voz e piano                                                      | Música vocal        | Arranjo de Canções Folclóricas |
| Song to a Sleeping Child, para voz e piano                                                  | Música vocal        | Canção Artística               |
| Suite Três Séculos, para orquestra                                                          | Orquestral          | Suíte                          |
| Através do Espelho, para orquestra, em cinco andamentos(depois do romance de Lewis Carroll) | Orquestral          |                                |
| Time Enough: A Man-Child's Lullaby, para voz e piano                                        | Música vocal        | Canção Artística               |
| Vinte, dezoito, para voz e piano                                                            | Música vocal        | Canção Artística               |
| The Ways of the World (Les belles maniéres), para voz e piano                               | Música vocal        | Arranjo de Canções Folclóricas |

Outras composições
- Lucrece, Suite for Strings
- Casanova, Música de balé
- Circus Day – Eight Pictures from Memory, suite orquestral
- Procissão para Coro e Orquestra